# Andrei Belloli
Andrei Frantzewitsch Belloli (Russisch: Андрей Францевич Беллоли; geboren 1820 in Ronciglione; gestorben 1881 in Sankt Petersburg, it. auch Andrea Bellolli) war ein in Italien geborener russischer Maler, der vor allem für seine Aktbilder bekannt wurde.

## Biografie

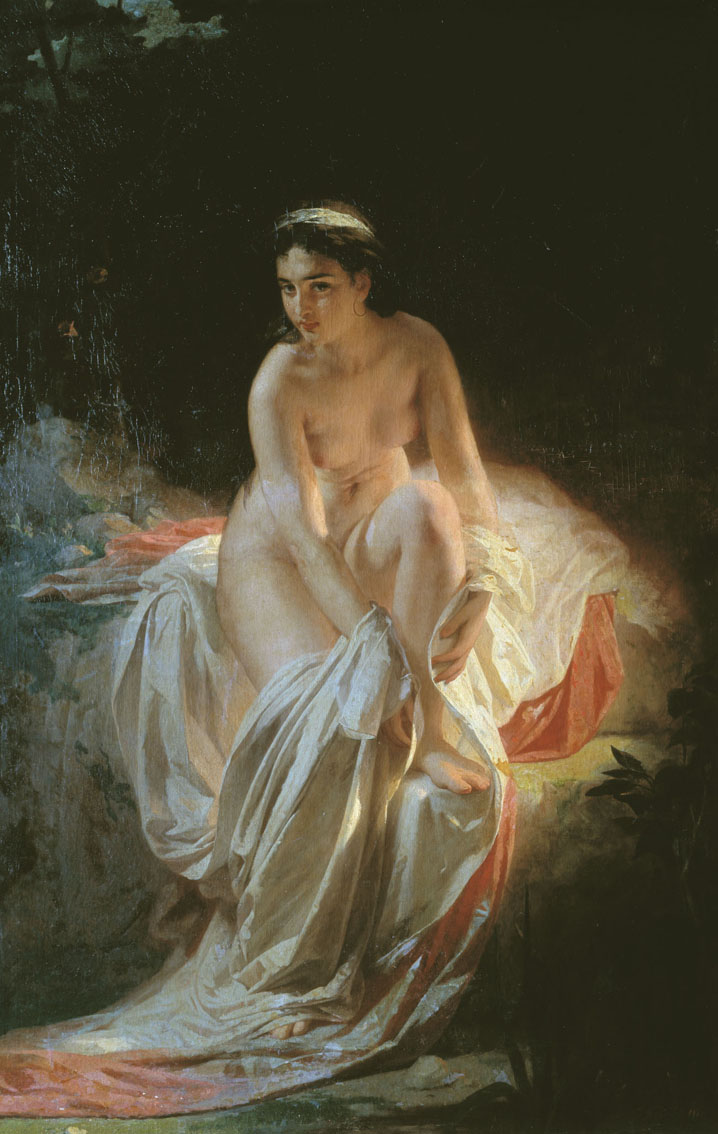
Badende nach dem Bad (1875)

Andrei Belloli wurde 1820 in Ronciglione in der Nähe von Rom geboren. Er studierte Kunst an der Accademia di San Luca. Während der Revolution in Italien 1848 verließ er das Land und siedelte sich 1850 in Sankt Petersburg an. Dort arbeitete er als Dekorationsmaler für Gebäude wie Kirchen und Paläste. Dabei malte er sowohl kleine Türbilder wie auch großformatige Deckenmalereien. Später begann er mit der Anfertigung von Porträts in Öl und Aquarell, vor allem von Kindern und Frauen.
Er nahm regelmäßig an Ausstellungen teil und wurde ab 1861 als akademischer Maler für Porträtmalerei der Kaiserlichen Kunstakademie benannt. 1869 organisierte er eine Ausstellung mit Verkauf, bei der die Erlöse vor allem an Arme sowie Witwen und Waisen von Künstlern gingen.
1870, an seinem 50. Geburtstag, wurde er mit den Sankt-Stanislaus-Orden ausgezeichnet. Im gleichen Jahr spendete er mit dem Bild Nach dem Bad eines seiner bekanntesten Gemälde an das Museum der Akademie. Er malte mehrere Varianten des Bildes, darunter auch Die Badende, das von Großfürst Nikolai Konstantinowitsch Romanow gekauft wurde und das sich heute im Staatlichen Kunstmuseum von Usbekistan in Taschkent befindet, wo der Großfürst starb.
Obwohl seine Bilder in der Öffentlichkeit beliebt waren, bekam Belloli in der Regel selten gute Kritiken von Fachleuten. 1877 beschrieb der russische Schriftsteller und Kunstkritiker Wsewolod Garschin sie als „nette, hübsche Frauen ohne emotionale Tiefe.“ Belloli arbeitete weitere Jahre und unterstützte die russische Kunst und Künstler. 1881 starb er aus unbekannten Gründen durch Suizid.

## Arbeiten (Auswahl)

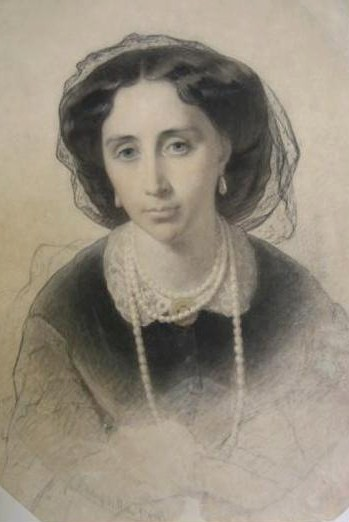
Alexandra Apraksina (geb. Paschkowa) (1863)
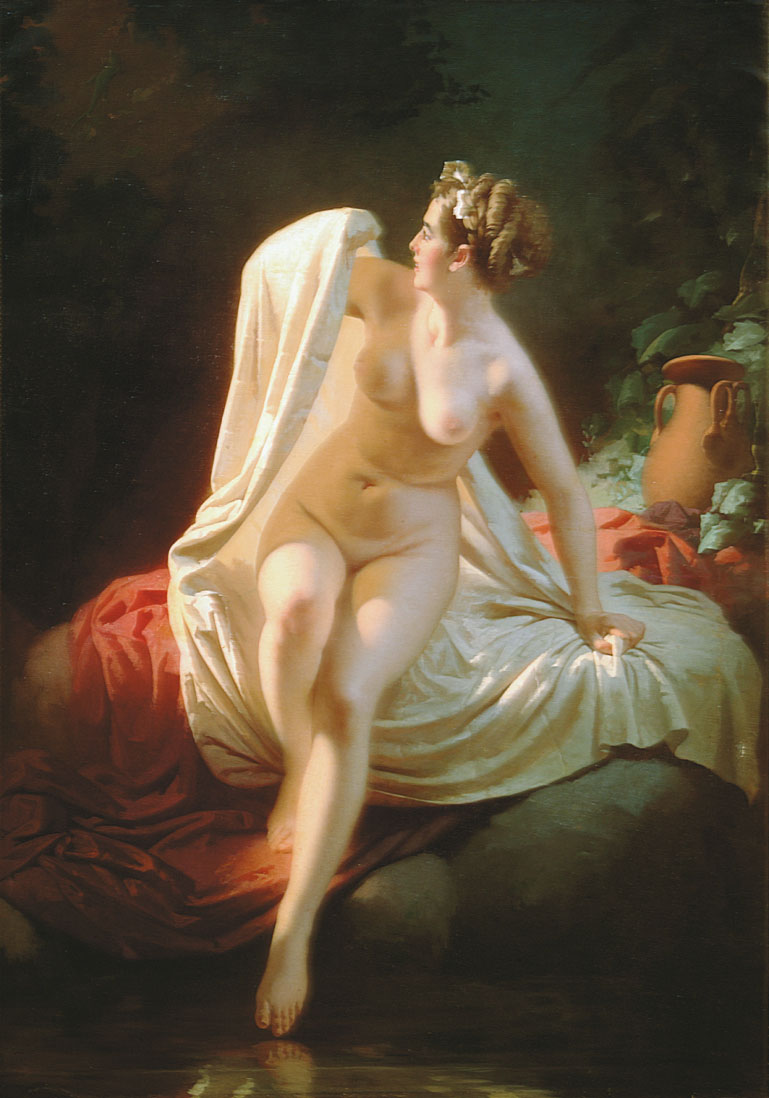
Die Badende (1871)
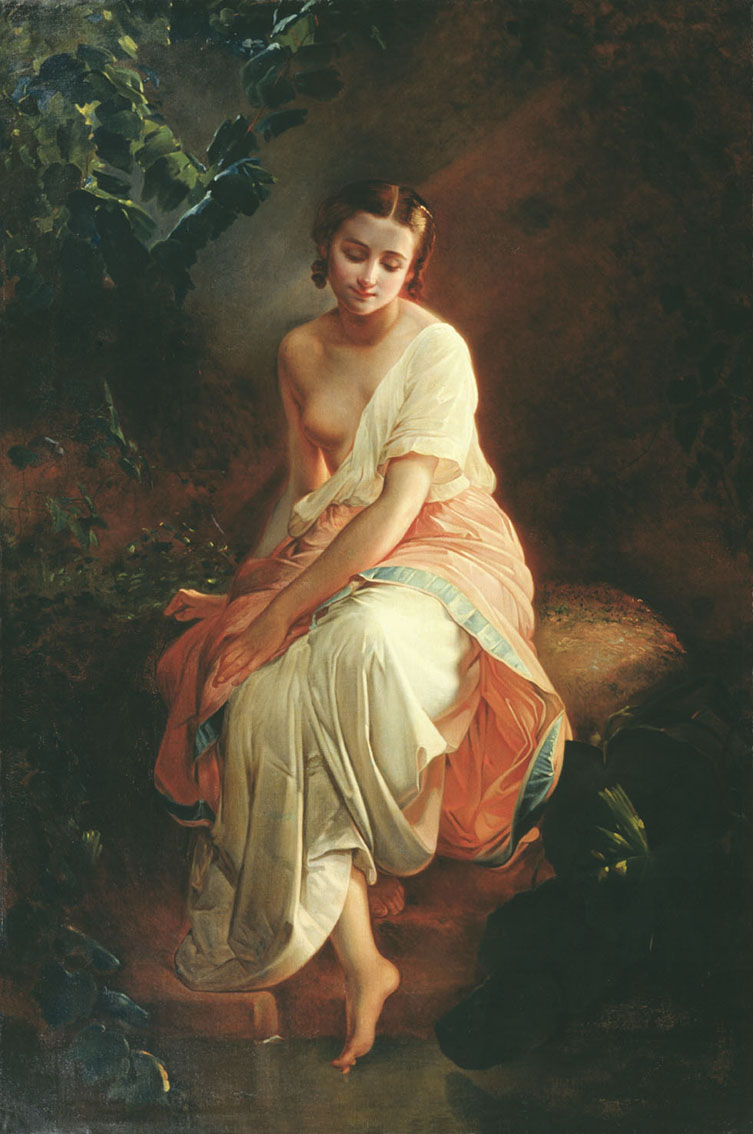
Badende
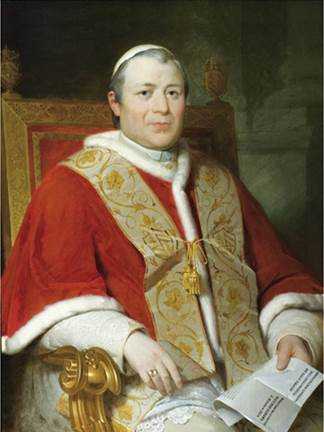
Papst Pius IX (um 1878)

## Belege
1. 1 2 3  „Беллоли, Андрей Францевич“ In: Brockhaus and Efron Encyclopedic Dictionary: In 86 Bänden (82 Bände and 4 Zusatzbände), St. Petersburg 1890–1907. (Abschrift auf ru.wikisource).
2. 1 2  Kurzbiografie auf artsait.ru, abgerufen am 1. Oktober 2023.
3. ↑  Вторая выставка "Общества выставок художественных произведений" (Die zweite Ausstellung der „Gesellschaft für die Ausstellung künstlerischer Werke“) von Nowosti, 1877, #68, abgerufen am 1. Oktober 2023.